# کوستابیسارا
کوستابیسارا (به ایتالیایی: Costabissara) یک کومونه در ایتالیا است که در استان ویچنزا واقع شده‌است.

## خصوصیات
کوستابیسارا ۱۳٫۲۱ کیلومترمربع مساحت و ۶٬۶۶۲ نفر جمعیت دارد و ۵۱ متر بالاتر از سطح دریا واقع شده‌است.